# Ophiozonoida innominata
Ophiozonoida innominata is een slangster uit de familie Ophiolepididae.
De wetenschappelijke naam van de soort werd in 1951 gepubliceerd door Ailsa McGown Clark.